# Monika Eigmüller
Monika Eigmüller (* 1975 in Berlin) ist eine deutsche Soziologin mit dem Forschungsschwerpunkt Europasoziologie. Sie war bzw. ist Hochschullehrerin an der Europa-Universität Flensburg, an der Universität Leipzig und an der Freien Universität Berlin.

## Leben
Monika Eigmüller promovierte 2006 an der Universität Leipzig zum Thema „Europäische Grenzsicherungspolitik“. Nach mehreren Forschungsaufenthalten in den USA und ihrer Anstellung als Wissenschaftliche Mitarbeiterin am Institut für Soziologie an der Universität Leipzig übernahm sie 2008, gefördert durch den Schumpeter-Fellowship der Volkswagenstiftung, die Leitung der Nachwuchsforschergruppe „Sozialraum Europa“. Im Sommersemester 2012 kam Monika Eigmüller als Gastprofessorin (in Vertretung für Jürgen Gerhards) an die Freie Universität Berlin. Sie ist seit Dezember 2012 Leiterin des Forschungsnetzwerks „Socio-histoire der Europäisierung“ am Hamburger Institut für Sozialforschung (gemeinsam mit Nikola Tietze). Schwerpunktmäßig konzentriert sich ihre Forschung auf europasoziologische Themen, insbesondere europäische Sozialpolitik, europäische Migrationspolitik, vergleichende Wohlfahrtsstaatsforschung, historisch-soziologische Forschung sowie Grenzsoziologie.
Monika Eigmüller hat zum 1. März 2015 den Ruf auf die W3-Professur für Allgemeine Soziologie/Schwerpunkt Europaforschung an der Europa-Universität Flensburg angenommen.

## Engagement
Monika Eigmüller ist seit März 2011 Mitglied des Council for European Studies (Columbia University, USA) / Section „Industrial Relations, Skill Formation and Welfare State Policies“. Von 2001 bis 2002 war sie Gleichstellungsbeauftragte der Fakultät für Sozialwissenschaft und Philosophie an der Universität Leipzig.

## Publikationen (Auswahl)
- (2013): Europeanization from Below. The Influence of Individual Actors on the EU Integration of Social Policies. Journal of European Social Policy, 23 (4), 364–376.
- Börner, Stefanie; Eigmüller, Monika; Senghaas, Monika (2013): (Re)organising Social Security. Social Policy in Europe between Territory, Legitimacy and Identity. SEU Working Paper 6/2013, Leipzig.
- (2012): Europäisierung der Sozialpolitik. Der Einfluss individueller Akteure auf den Integrationsprozess. In: Zeitschrift für Sozialreform, 58 (3), 263–287.
- (Hg.) (2012): Zwischen Gemeinschaft und Gesellschaft. Sozialpolitik in historisch-soziologischer Perspektive. Weinheim und Basel: Beltz Juventa.
- (2012): Der Mehrwert historisch-soziologischer Ansätze in der Analyse der europäischen Integration. Das Beispiel der Entstehung und Entwicklung von Sozialpolitik. SEU-Working Papers, 4/2012.
- (2011): Die Integration von Desintegration in die Theorien europäischer Integration. Ein Vorschlag für einen erweiterten Theorieansatz. In: Hans-Georg Soeffner (Hrsg.): Verhandlungen des 35. Kongresses der Deutschen Gesellschaft für Soziologie in Frankfurt am Main 2010. Campus, Frankfurt/Main.
- Eigmüller, Monika/Steffen Mau (Hg.) (2010): Gesellschaftstheorie und Europapolitik. Sozialwissenschaftliche Ansätze zur Europaforschung. Wiesbaden: VS-Verlag.
- Eigmüller, Monika/Vobruba, Georg (2010): Zwischen Exklusion und Selektivität. Die Außengrenzpolitik der Europäischen Union. In: Kommune. Forum für Politik, Ökonomie, Kultur, Heft 4 (2010): 14–17.
- Eigmüller, Monika/Roos, Christof (Hg.) (2010), Selektive Grenzen. Sonderheft der Zeitschrift Welttrends. Zeitschrift für Internationale Politik, Heft 71.
- (2010), Der Grundsatz religiöser Neutralität der Europäischen Union im Spiegel der Debatte um den Beitritt der Türkei. In: Matthias Petzoldt (Hg.), Europas religiöse Kultur(en). Leipzig: Ev. Verlagsanstalt.
- Eigmüller, Monika/Roos, Christof (2010): Von Migrationsvermeidung zu selektiver Grenzöffnung. Neue Wege in der europäischen Migrationspolitik. In: Welttrends. Zeitschrift für Internationale Politik, Heft 71, 25–34.
- Eigmüller, Monika/Vobruba, Georg (2009): Selektive Grenzöffnung im Rahmen der Europäischen Nachbarschaftspolitik. In: Martin Möllers und Robert van Ooyen (Hg.), Migration, Integration und Europäische Grenzpolitik. Sonderheft des Jahrbuchs für Öffentliche Sicherheit. Frankfurt/Main: Verlag für Polizeiwissenschaft, 493–504.
- Eigmüller, Monika/Fehmel, Thilo (2008): Europäisches Sozialmodell und EU-Sozialpolitik. In: Soziologische Revue 31, Heft 4: 387–396.
- Eigmüller, Monika/Müller, Andreas (Hg.) (2008): Subversion am Rande. Grenzverletzungen im 20. und 21. Jahrhundert. Zeitschrift für Globalgeschichte und vergleichende Gesellschaftsforschung, 18 (1).
- (2007): Grenzsicherungspolitik. Funktion und Wirkung der europäischen Außengrenze. Eine Studie am Beispiel spanischer Migrations- und Arbeitsmarktpolitik. Wiesbaden: VS-Verlag.
- Eigmüller, Monika/Vobruba, Georg (Hg.) (2006): Grenzsoziologie. Die politische Strukturierung des Raums. Wiesbaden: VS-Verlag.